# Département de Marcos Juárez
Pour les articles homonymes, voir Juárez.
Le département de Marcos Juárez est une des 26 subdivisions de la province de Córdoba, en Argentine. Son chef-lieu est la ville de Marcos Juárez.
Le département a une superficie de 9 490 km2. Sa population s'élevait à 99 761 habitants au recensement de 2001.

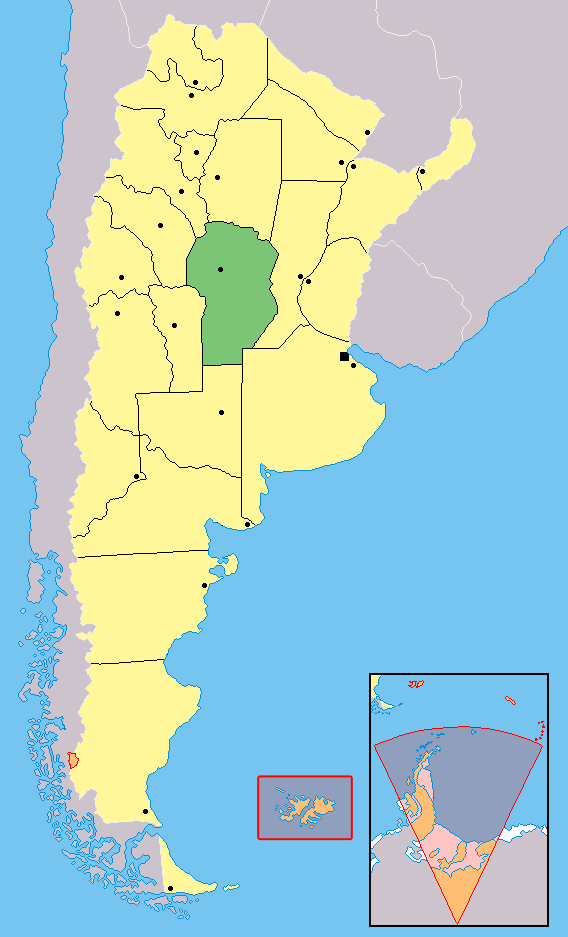
Localisation de la province de Córdoba en Argentine.